# Gargamelle

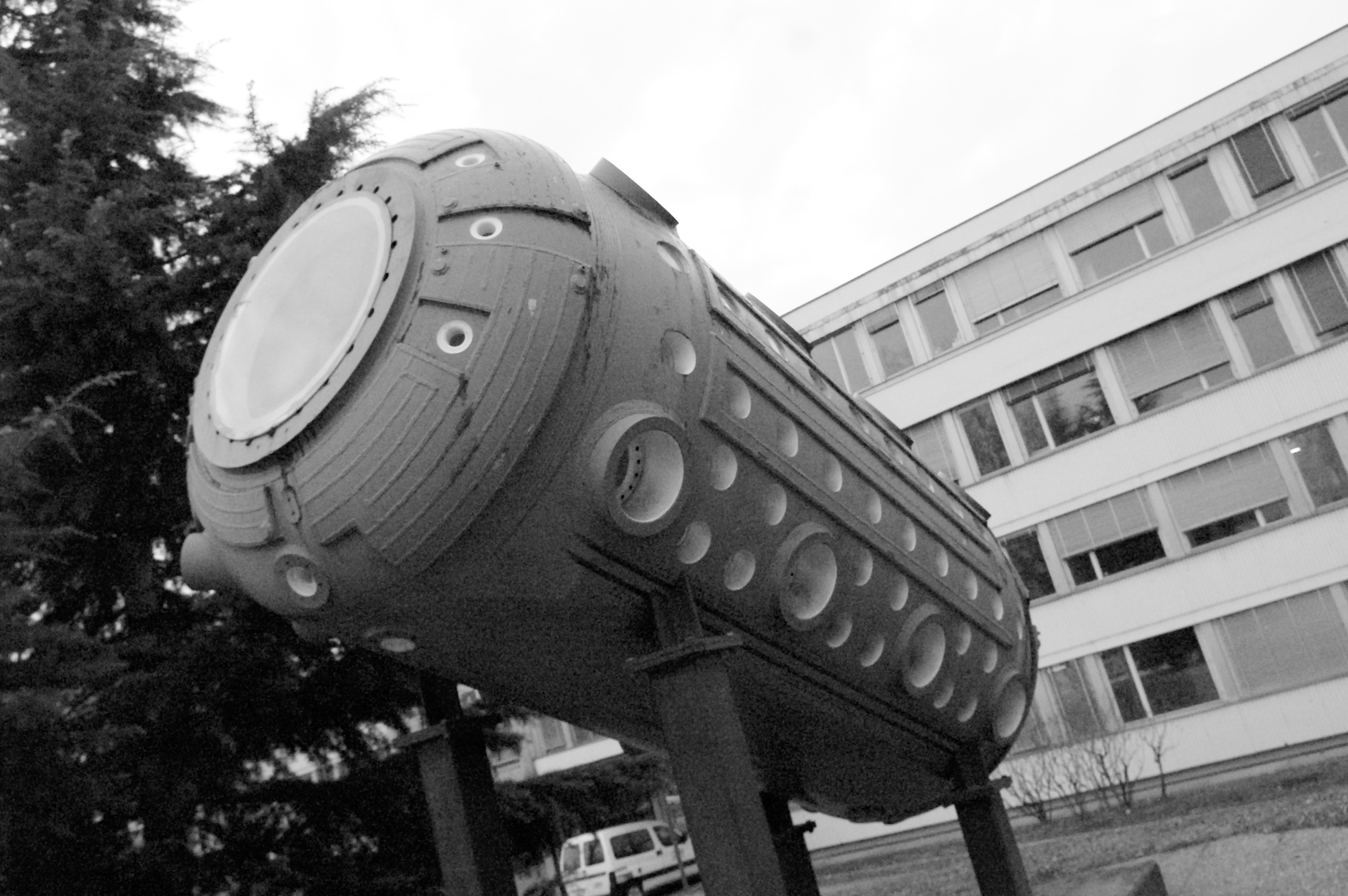
Die Gargamelle-Blasenkammer als Ausstellungsstück auf dem Gelände des CERN.

Gargamelle war ein Teilchendetektor am CERN in Genf. Es handelte sich um eine Blasenkammer, in der die Spuren geladener Teilchen sichtbar gemacht werden konnten.

## Der Detektor
Gargamelle war eine der größten je gebauten Blasenkammern. Sie bestand aus einem horizontal aufgebauten, 4,8 Meter langen und im Innenraum 1,88 Meter durchmessenden Zylinder. Gefüllt wurde sie mit schweren, unter Druck stehenden Flüssigkeiten, um bei schwer nachweisbaren Teilchen wie Neutrinos möglichst hohe Ereignisraten zu erhalten. Verwendet wurden Propan, Freon oder Mischungen dieser beiden Stoffe, jeweils etwa 12.000 Liter.

## Geschichte
Der Bau von Gargamelle wurde 1964 von André Lagarrigue vorgeschlagen. Im Dezember 1965 einigten sich CERN, das französische CEA, die École polytechnique und das Orsay-Labor der École normale supérieure auf die Umsetzung des Projektes. Der Name des Detektors wurde einem Werk des Renaissance-Schriftstellers François Rabelais entlehnt, Gargamelle ist darin der Name einer Riesin.
Gebaut wurde der Detektor im Saturne-Labor des CEA in Saclay. 1970 wurde er am CERN aufgestellt, als Strahlquelle diente das Proton Synchrotron. Im Dezember begannen die ersten Testläufe mit der Detektierung kosmischer Strahlung.
Ab 1976 wurde Gargamelle am Super Proton Synchrotron betrieben und war Teil der West Area Neutrino Facility. Nach einem Riss in der Kammer, der am 26. Oktober 1978  auftrat, wurde das Experiment 1979 aufgrund des zu erwartenden Reparaturaufwands beendet. Heute befindet sich die Kammer zusammen mit anderen ehemaligen Detektoren, etwa der BEBC, in der Ausstellung Microcosm. Die vor 1976 genutzte Halle stand 20 Jahre lang leer und wird nun für den ATLAS-Detektor mitgenutzt.

## Forschungsprogramm und Ergebnisse
Im November 1968 wurde auf einer Konferenz in Mailand eine Prioritätenliste für die Forschung an Gargamelle aufgestellt. Sie wurde von der Suche nach den W-Bosonen angeführt, weitere Themen waren die Untersuchung von tief inelastischer Streuung an und Formfaktoren von Atomkernen und die Suche nach dem Z-Boson und schweren Leptonen. Von Anfang an war Gargamelle auch auf den Nachweis von Sekundärteilchen nach dem Durchgang von Neutrinos ausgelegt.
Das wichtigste Ergebnis des Experiments war der Nachweis von neutralem Strom, einem Prozess der schwachen Wechselwirkung, der durch das Z-Boson vermittelt wird, im Jahr 1973. Außerdem gelangen wichtige frühe Ergebnisse zur Neutrino-Elektron-Streuung. Für ihre Beteiligung an der Entdeckung schwacher neutraler Ströme bei Gargamelle erhielten Dieter Haidt und Antonino Pullia 2011 den Premio Enrico Fermi. Beteiligt war auch Helmut Faissner. 2009 erhielt die Gargamelle-Kollaboration für diese Entdeckung den Hochenergie- und Teilchenphysik-Preis der European Physical Society.